# Lipari (wyspa)
Lipari (łac. Lipara; gr. Meligunis) – wyspa pochodzenia wulkanicznego, położona na północ od Sycylii na Morzu Tyrreńskim. Największa w archipelagu Wysp Liparyjskich. Wchodzi w skład terytorium Włoch. 

## Geografia
Wyspa utworzona została w wyniku czterech erupcji wulkanicznych, z których najsilniejsza, trzecia, miała miejsca między 20 000 lat p.n.e. i 13 000 lat p.n.e. Ostatnia odnotowana erupcja wystąpiła w V wieku naszej ery, gdy pumeksowy popiół pokrył wioski zamieszkane przez mieszkańców  rzymskich. Obecnie wulkany uznawane są za nieczynne, jakkolwiek spotyka się fumarole. Wyspa pokryta jest wulkanicznym pumeksem i obsydianem. Pumeks jest eksploatowany i eksportowany.
Jej całkowita powierzchnia wynosi ok. 37,3 km². Ukształtowanie powierzchni wyspy wyżynne, z maksymalną wysokością do 594 m n.p.m. Stała populacja wyspy liczy niecałe 11 tys. mieszkańców, w sezonie turystycznym wraz z przyjezdnymi może dochodzić nawet do 200 000. Największym miastem i portem jest Lipari. Poza nim ludność zamieszkuje cztery większe wioski: Pianoconte na zachodzie wyspy, Quattropani na północnym zachodzie, Acquacalda na wybrzeżu północnym oraz Canneto na wybrzeżu wschodnim. Miejscowa ludność utrzymuje się przede wszystkim z turystyki, poza tym trudni się uprawą winorośli, figowców i oliwek, eksploatacją pumeksu i rybołówstwem.

## Historia
Lipari posiada bogatą historię. Uważa się, że wyspa była zamieszkana już w piątym tysiącleciu p.n.e. W czasach neolitycznych była ona jednym z centrów produkcji i handlu obsydianem, cenionym za twarde ostrza tworzące się na jego odłamkach. Nazwa wyspy łączona jest z Liparusem, wodzem ludu pochodzącego z Kampanii. Koloniści greccy przybyli w 580 r. p.n.e. pokonali Etrusków w walce o panowanie nad Morzem Tyrreńskim. Sprzymierzeni z Syrakuzami oparli się Ateńczykom w 427 r. p.n.e. W czasie wojen punickich Lipari była zapleczem floty kartagińskiej, lecz dostała się w ręce Rzymian w roku 252 p.n.e. W czasach rzymskich była miejscem wypoczynku i kąpieli w wodach mineralnych (wody termalne są nadal używane do leczniczych kąpieli).
W wiekach średnich Lipari była posiadłością biskupią prawdopodobnie od III wieku n.e., a przynajmniej od VI wieku relikwie św. Bartłomieja są czczone w miejscowej katedrze. W IX stuleciu, gdy Arabowie zdobyli Sycylię, saraceńscy piraci opanowali Morze Tyrreńskie i wymordowali większość mieszkańców Lipari. W latach 1060–1090, gdy Normanowie wypędzili Arabów z Sycylii, Lipari została ponownie zaludniona. W 1131 wyspa stała się znów siedzibą biskupstwa.
Od tej pory historia wyspy stała się częścią historii Sycylii. Od Normanów przeszła w ręce dynastii Hohenstaufów, następnie Andegawenów, wreszcie dynastii aragońskiej, aż do czasów, gdy król aragoński, Karol I, został królem Hiszpanii, a następnie cesarzem Świętego Cesarstwa Rzymskiego, Karolem V. W 1544 turecki admirał Hayreddin Barbarossa zajął wyspę i deportował całą jej ludność. Karol V znów zasiedlił wyspę ludnością hiszpańską i w 1556 wybudował potężne mury miasta, na ruinach greckiego akropolu. Od tej pory ludność miasta Lipari była bezpieczna, jednakże piraci nękali wyspę aż do wieku XIX. Podczas rządów faszystowskich Lipari była miejscem zesłania dla politycznych opozycjonistów.
Wśród zabytków Lipari wyróżnia się katedra pod wezwaniem św. Bartłomieja, zbudowana w 1084 przez normańskiego władcę Rogera I, a następnie przebudowana w stylu gotycko-barokowym w 1654. W pobliżu znajduje się klasztor normański, pierwotnie należący do katedry. Krużganki klasztoru wsparte są na doryckich kolumnach, pochodzących z greckich i rzymskich domów. Poza miastem Lipari rozciąga się rozległe starożytne cmentarzysko (necropolis) z czasów grecko-rzymskich. Należy ono do najbogatszych w regionie Sycylii. Podczas prac wykopaliskowych wydobyto z niego resztki ponad 1300 grobów.

## Galeria

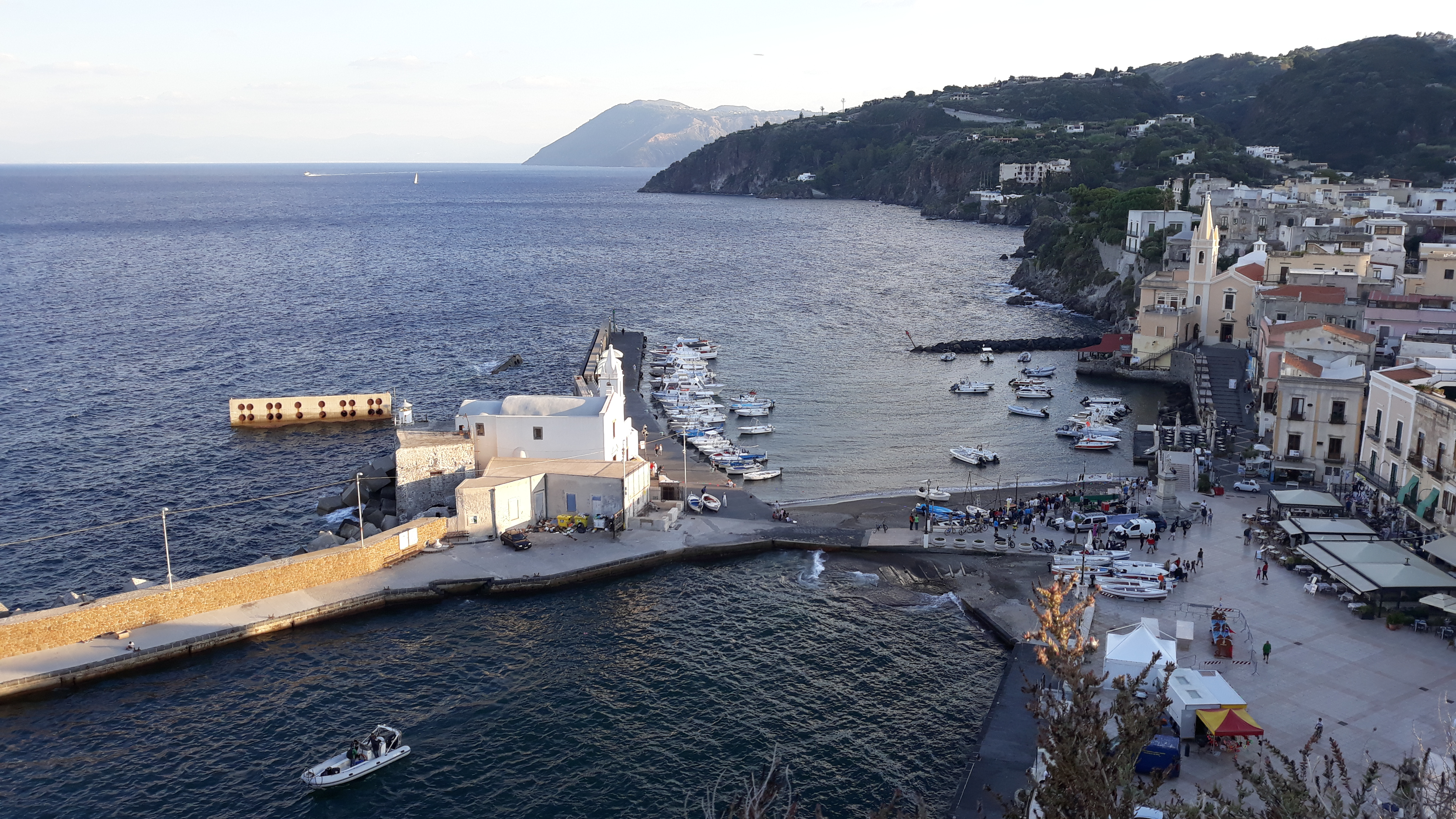
Port na wyspie Lipari
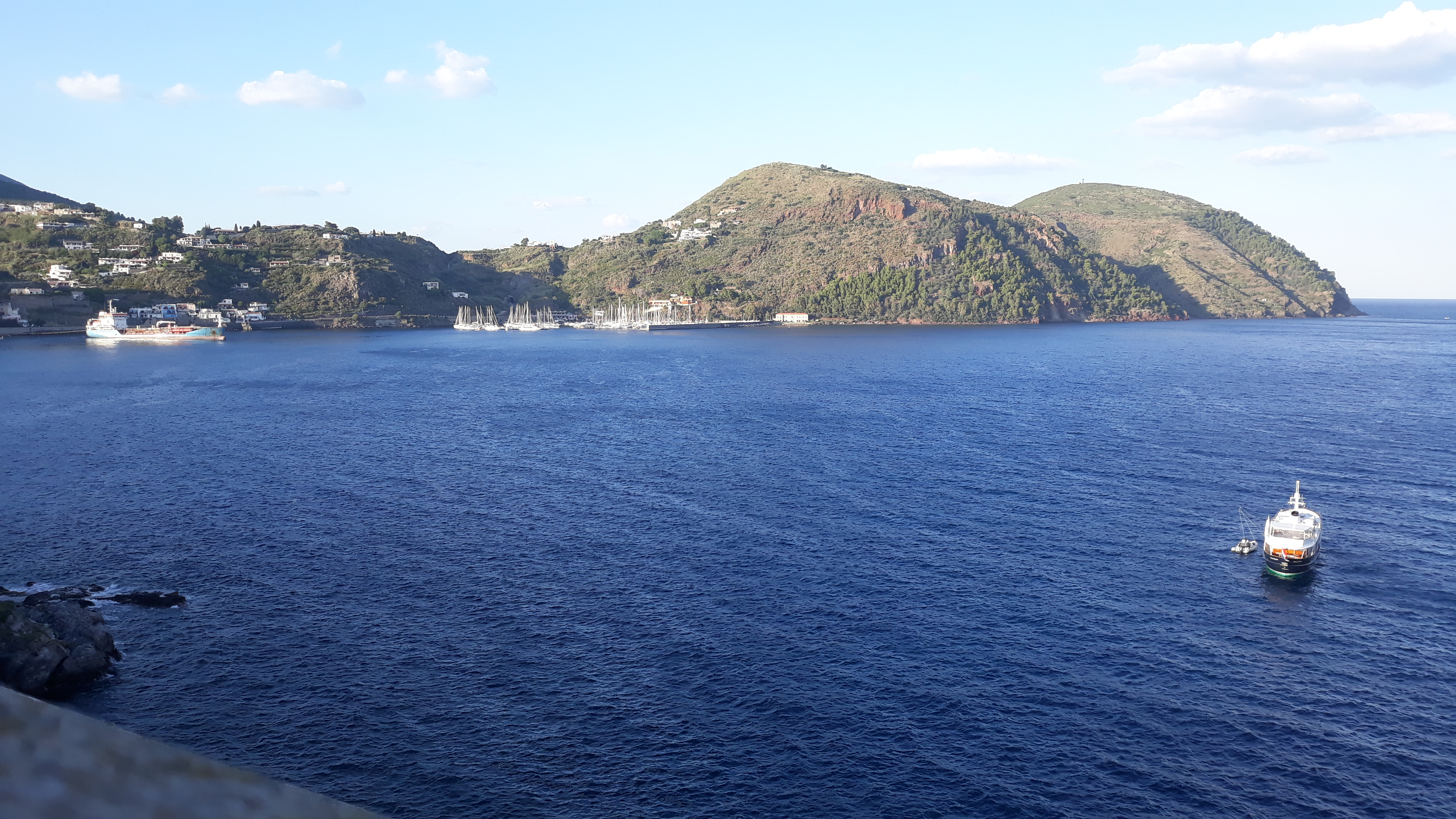
Zatoka na wyspie Lipari
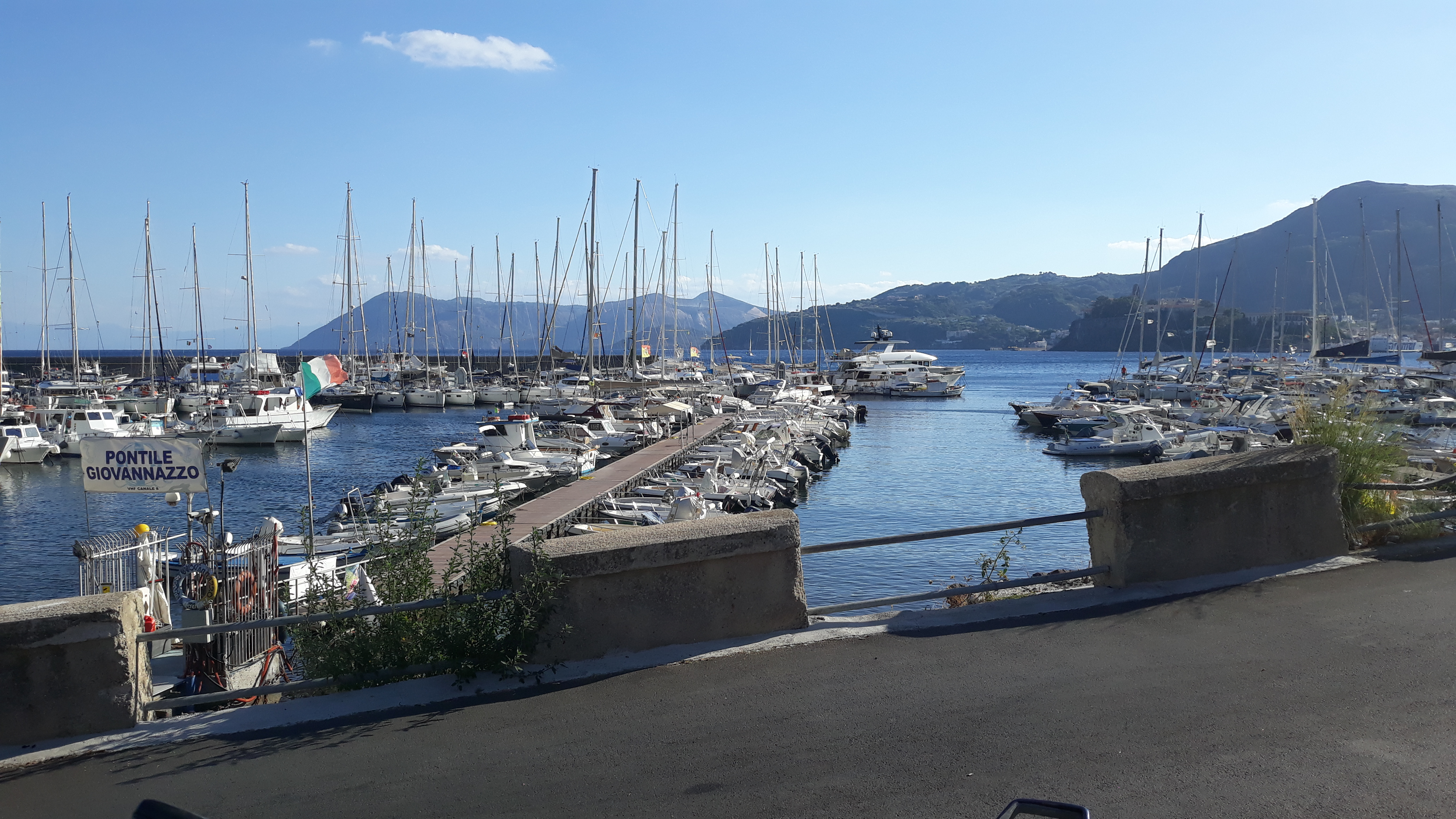
Marina na wyspie Lipari